# Ustica, Palermo
Ustica är en ort och kommun i storstadsregionen Palermo, innan 2015 i provinsen Palermo, i regionen Sicilien i sydvästra Italien. Kommunen ligger på ön Isola di Ustica och hade 1 307 invånare (2017).